# Hostomice (Boemia centrale)
Hostomice è una città della Repubblica Ceca facente parte del distretto di Beroun, in Boemia Centrale.
Qua nacque il patologo Václav Treitz.